# 约瑟夫·房德里耶斯
约瑟夫·房德里耶斯（Joseph Vendryes，1875年1月13日—1960年1月30日），法国语言学家。1907年任巴黎大学教授。主要研究印欧语系，特别是希腊语、拉丁语和凯尔特语。1909年写了普通语言学专著《语言》，继承了历史比较语言学的传统。房德里耶斯认为语言始终存在分裂与统一的倾向，彼此平衡，他反对语言上的种族主义。